# Europaväg 66 (musikalbum)
Europaväg 66 är den svenske artisten Ola Magnells femte album, utgivet på LP och kassettband november 1981 och på CD 1990.

## Låtlista
Där inte annat anges är låtarna skrivna av Ola Magnell.
A
1. "Öster om vägen" – 3:05
2. "Åren går, flöjlarna slår" – 4:46
3. "Elegi över gårdagens vedermödor i blåbärsskogen med ty åtföljande lumbago" – 0:20
4. "I min fantasi" – 3:59
5. "Tungeltoken" – 3:29
6. "Tomma tunnor" – 5:03

B
1. "Europaväg 66" – 3:35
2. "Skärgårdsvals" – 0:43
3. "Dimman igen" – 3:37
4. "Ta det kallt, det är allt" – 3:08 (Bob Dylan "Don't Think Twice It's Allright", Magnell)
5. "Skurken" – 2:50 (Loudon Wainwright III "Mr Guilty", Ola Karlsson, Birger Carlsson, Magnell)
6. "Skizzo" – 4:02
7. "Produktiv lättja" – 3:48

## Medverkande (urval)
- Magnus Lind – dragspel
- Ola Magnell – sång, gitarr, munspel
- Mats Ronander – elgitarr
- Finn Sjöberg – producent, elgitarr
- Clarence Öfwerman – piano

## Listplaceringar
| Lista (1981) | Topplacering |
| ------------ | ------------ |
| Sverige      | 34           |

### Fotnoter
1. ↑  Aftonbladet, 17 november 1981. Läst 16 november 2022.
2. ↑  ”Ola Magnell”. Svensk mediedatabas. Arkiverad från originalet den 19 februari 2019. https://web.archive.org/web/20190219015931/https://smdb.kb.se/catalog/search?q=Ola%20Magnell&x=0&y=0. Läst 23 januari 2013.
3. ↑  Listplacering